# Буревісник (Полтава)
«Буревісник» — український радянський футбольний клуб із Полтави. У 1970-х роках команда брала участь у розіграшах Кубка й Чемпіонату Полтавської області та Чемпіонаті УРСР серед колективів фізичної культури. Двічі «Буревісник» був чемпіоном області, ще раз — срібним призером, також один раз виграв кубок Полтавщини та ще раз поступився у фіналі.

## Досягнення
Чемпіонат Полтавської області
- Чемпіон (2): 1975, 1976
- Срібний призер (1): 1974

Кубок Полтавської області
- Володар (1): 1978
- Фіналіст (1): 1977